# Nicole Desolneux-Moulis
Pour les articles homonymes, voir Moulis.
Nicole Desolneux-Moulis, née à Paris 12e le 9 octobre 1943 et morte à Paris 15e le 22 novembre 1999, est une mathématicienne et universitaire française, spécialiste de la géométrie des variétés de dimension infinie et des systèmes hamiltoniens.

## Biographie
Nicole Desolneux-Moulis étudie à l’École normale supérieure de Sèvres (promotion S1962), et est reçue à l’agrégation de mathématiques en 1965.
Elle est attachée de recherche au CNRS en 1966, puis réalise plusieurs séjours de recherche aux Pays-Bas, où elle travaille avec Nicolaas Kuiper qui dirige sa thèse de mathématiques, intitulée Approximation de fonctions différentiables sur certains espaces de Banach ; Sur les variétés hilbertiennes et les fonctions non-dégénérées, en 1970, à l'université d'Orsay.
Nommée professeure à l'université de Poitiers en 1971, puis à l'université Claude-Bernard-Lyon-I en 1973, elle s’est principalement intéressée aux variétés hilbertiennes et banachiques de dimension infinie. Elle joue un rôle important lors de l'installation de l'École normale supérieure de Lyon. Elle participe aux travaux de l'Institut des hautes études scientifiques et notamment du groupe Bourbaki.
En 1980, dans le cadre d'une journée d'étude de la Société mathématique de France, elle dresse le constat d'une diminution progressive de la présence de femmes enseignantes-chercheuses au fur et à mesure de leur élévation dans la carrière universitaire, et indique comment, selon elle, les mathématiciennes en poste à l'université peuvent faire évoluer cette situation, « en encadrant et encourageant des jeunes, et surtout en démontrant des théorèmes ».
Elle meurt le 22 novembre 1999.

## Publications choisies
- « Approximation de fonctions différentiables sur certains espaces de Banach », Annales de l'Institut Fourier, Grenoble, vol. 21, no 4,‎ 1971, p. 293–345 (DOI 10.5802/aif.400, lire en ligne).
- Structures de Fredholm sur les variétés hilbertiennes, Berlin, Springer-Verlag, coll. « Lecture notes in Mathematics » (no 259), 1972 (ISBN 9780387057897).
- « Théorie du degré dans certains espaces de Fréchet d'après R. S. Hamilton », Mémoires de la Société mathématique de France, vol. 46,‎ 1976, p. 173-180 (DOI 10.24033/msmf.193).

### Direction d'ouvrages
- Actions hamiltoniennes de groupes, troisième théorème de Lie, Société mathématique de France, Journées lyonnaises, Séminaire sud-rhodanien de géométrie, éditions Hermann, coll. « Travaux en cours », 1988
- Feuilletages riemanniens. Quantification géométrique et mécanique, Hermann, 1988
- Aspects dynamiques et topologiques des groupes infinis de transformation de la mécanique, avec Pierre Dazord & Jean-Marie Morvan, Hermann,  (ISBN 9782705660628).
- Séminaire sud-rhodanien de géométrie, Société mathématique de France, Journées lyonnaises de 1983, 3 vol., Paris Hermann, 1984